# Acorn System 1

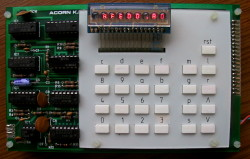
Acorn System 1

De Acorn Microcomputer, later hernoemd tot Acorn System 1, was een in maart 1979 geïntroduceerde microcomputer van Acorn Computers die was gericht op gebruik in laboratoria, maar door de lage prijs was de Acorn System 1 ook redelijk populair bij hobbyisten.
In 1980 ging Acorn door met het ontwikkelen van de Acorn System 2, die de processor op een Eurocard-printplaat had zitten en een cassette-interface had. De Acorn System 3 verving in 1982 de cassette-interface door een floppydrive en had extra RAM en ROM-geheugen. De Acorn System 4 werd in datzelfde jaar uitgegeven met meer geheugen en 2 floppydrives. De Acorn System 5 was de laatste uit de serie en werd in 1983 uitgegeven. Het had eveneens 2 floppydrives en in de kast was ruimte voor 7 of 10 Eurocards.
Alle Acorn System-systemen konden worden gekoppeld met een extern toetsenbord, de behuizing die ook voor de Acorn Atom werd gebruikt.